# Штабсфельдфебель
Штабсфельдфебель (нім. Stabsfeldwebel, StFw або SF) — військове звання старшого унтерофіцерського складу з портупеєю в Збройних силах Німеччини (Сухопутні війська та Повітряні сили вермахту, Бундесвера).
Звання штабсфельдфебеля розташовується за старшинством між військовими званнями оберштабсфельдфебель та гауптфельдфебель.

## Австро-угорська армія (1867–1918)
У піхоті Австро-угорській армії  штабсфельдфебель (нім. Stabsfeldwebel, угор. Törzsőrmester) військове звання унтерофіцерського класу. У кавалерії йому відповідало звання – штабсвахмістр, в артилерії – штабсфеєрверкер, в гірськострілецьких частинах – штабсоберєгер.  
Знаками розрізнення були петлиці з трьома білими шестипроменевими зірками. Петлиця мала подвійну облямівку у вигляді 13-міліметрового імперського жовтого шовкового галуну (всередині йшла 2 мм чорна стрічка) та  на відстані 6 мм галун з жовто-чорним плетінням. З  червня 1914 року, галун став срібним, а зірки шовковими. 
|                  |            |
| Штабсфельдфебель |            |
| до 1914          | після 1914 |

### Національна народна арміяНДР(1956-1990)
В збройних силах Німецької Демократичної Республіки, звання в унтер-офіцерському класі були присутні звання: унтер-офіцер, унтерфельдфебель, фельдфебель, оберфельдфебель, штабсфельдфебель. Військове звання штабсфельдфебель було найвищим у цьому класі.
Штабсфельдфебель був вище за рангом від оберфельдфебеля, та нижче від фенриха. Здебільшого знаки розрізнення НРА були побудовані на зразком знаків розрізнення Вермахту з наближеною уніфікацією до радянської армії.  Штабсфельдфебель мав погони з широкою срібною облямівкою (як і усі фельдфебелі), за знаки розрізнення мав  на погоні три чотирипроменеві зірки розташовані «трикутником», вершиною догори.
|                  |
| Штабсфельдфебель |